# Sarcotheca
A Sarcotheca a madársóska-virágúak (Oxalidales) rendjébe és a madársóskafélék (Oxalidaceae) családjába tartozó nemzetség.

## Előfordulásuk
A Sarcotheca-fajok előfordulási területe a Maláj-félsziget, valamint Szumátra, Borneó és Celebesz.

## Rendszerezés
A nemzetségbe az alábbi 13 faj tartozik:
- Sarcotheca celebica Veldkamp
- Sarcotheca diversifolia (Miq.) Hallier f.
- Sarcotheca ferruginea Merr.
- Sarcotheca glabra (Ridl.) R.Knuth
- Sarcotheca glauca (Hook.f.) Hallier f.
- Sarcotheca glomerula (King) Veldkamp
- Sarcotheca griffithii (Planch.) Hallier f.
- Sarcotheca laxa (Ridl.) R.Knuth
- Sarcotheca lunduensis Veldkamp
- Sarcotheca macrophylla Blume
- Sarcotheca monophylla (Planch.) Hallier f.
- Sarcotheca ochracea Hallier f.
- Sarcotheca rubrinervis Hallier f.